# Права людини (книга)
«Права людини» — це книга Томаса Пейна, яка вперше опублікована в 1791 році, вона містить 31 статтю, в якій стверджується, що народна політична революція можлива, якщо уряд не захищає природні права свого народу. Використовуючи ці пункти як основу, він захищає Французьку революцію від нападок Едмунда Берка у своїй праці «Роздуми про революцію у Франції» (1790).
Вперше опублікована у Великій Британії його в двох частинах у березні 1791 року та лютому 1792 року. 

## Передумови
[ред. | ред. код]
Пейн був рішучим прихильником Французької революції, яка почалася в 1789 році; тому він відвідав Францію наступного року. Багато британських мислителів підтримували Французьку революцію, зокрема Річард Прайс, який започаткував суперечку щодо революції своєю проповіддю та памфлетом, проводячи сприятливі паралелі між Славетною революцією 1688 року та Французькою революцією. Консервативний інтелектуал Едмунд Берк відповів контрреволюційною статтею під назвою «Роздуми про революцію у Франції» (1790), яка була схвально прийнята землевласниками і продана тиражем 30 000 примірників. «Права людини» Пейна були надруковані лондонським видавцем Джозефом Джонсоном для публікації 21 лютого 1791 року, а потім відкликані через побоювання судового переслідування.  Дж. С. Джордан втрутився та опублікував його 16 березня.  Книга обсягом 90 000 слів вийшла 13 березня, на три тижні пізніше запланованого терміну. Було продано цілий мільйон примірників, і його «завзято читали реформатори, протестантські дисиденти, демократи, лондонські ремісники та кваліфіковані фабричні робітники нової промислової півночі». Вільям Ґодвін та Томас Голкрофт допомогли з виданням книги,  Ґодвін заявив, що «насіння революції, яке вона містить, настільки сильне у своїй витривалості, що ніщо не може його подолати». 

## Аргументи
Пейн стверджує, що інтереси монарха і його народу єдині, і наполягає на тому, що Французьку революцію слід розуміти як таку, що атакує деспотичні принципи французької монархії, а не самого короля, і він бере Бастилію, головну в'язницю Парижа, як символ деспотизму, що був повалений.
Права людини походять від природи; таким чином, права не можуть бути надані через політичну хартію, тому що це означає, що права можуть бути юридично відкликані, а отже, були б привілеями:
... Сказати, що хартія надає права - це перекручення термінів. Вона діє протилежним чином - забирає права. Права притаманні всім жителям; але хартії, анулюючи ці права у більшості, залишають право, шляхом виключення, в руках небагатьох ... Вони ... отже, є інструментами несправедливості ... Отже, факт повинен полягати в тому, що індивіди самі, кожен у своєму особистому і суверенному праві, уклали між собою договір про створення уряду: і це єдиний спосіб, за допомогою якого уряди мають право виникати, і єдиний принцип, на якому вони мають право існувати".

- Rights of Man, I, London, 1795, pp. 125–126, Rights of Man, II, London, 1795, p.13
Єдиною метою уряду є захист людини та її невід'ємних, невідчужуваних прав; кожен суспільний інститут, який не приносить користі нації, є нелегітимним - особливо монархія та аристократія. Ідея книги походить з епохи Просвітництва і пов'язана з «Другим трактатом про правління» Джона Локка (хоча сам Пейн стверджував, що ніколи не читав цього твору).
Більш повний розвиток ця позиція, здається, була розроблена однієї ночі у Франції після вечора, проведеного з Томасом Джефферсоном, і, можливо, Лафайєтом, обговорюючи памфлет консерватора з Філадельфії Джеймса Вільсона про запропоновану федеральну конституцію.

## Реформа англійського уряду
«Права людини» пропонують практичні реформи англійського уряду, такі як писана конституція, створена національними зборами, за американським зразком; ліквідація аристократичних титулів, оскільки демократія несумісна з первородством, яке призводить до деспотизму сім'ї; національний бюджет без виділених військових витрат; нижчі податки для бідних і субсидована освіта для них; прогресивний прибутковий податок, спрямований проти заможних верств населення, щоб запобігти повторному виникненню спадкоємної аристократії.

## Аристократія
В принципі, «Права людини» виступають проти ідеї спадкового правління - віри в те, що диктаторське правління необхідне через корумповану, сутнісну природу людини. Хоча інші письменники кінця XVIII століття, такі як Джеймс Мюррей і майор Джон Картрайт, критикували надмірну роль аристократії в управлінні державою, Пейн, мабуть, був першим, хто виступив за ліквідацію титулів і спадкового правління. У «Роздумах про революцію у Франції» (1790) Едмунд Берк стверджує, що справжня соціальна стабільність виникає тоді, коли бідною більшістю нації керує меншість заможних аристократів, і що законне успадкування влади (багатства, релігії, управління) забезпечує належність політичної влади, яка є виключним надбанням елітного соціального класу нації - дворянства.
"Права людини" заперечує твердження Берка про притаманну дворянству спадкову мудрість; протиставляючи це твердження тому, що нація не має права формувати уряд для управління собою. Пейн заперечує визначення Берка про уряд як "витвір людської мудрості". Натомість Пейн стверджує, що уряд - це витвір людини, а з цього випливає, що спадкове правонаступництво і спадкові права на управління не можуть сформувати уряд - тому що мудрість управління не може бути успадкована.

## Спадковість
У контрреволюційних «Роздумах про Французьку революцію» Едмунда Берка легітимність аристократичного правління зводиться до парламентської резолюції 1688 року, яка проголосила Вільгельма і Марію Оранську - і їхніх спадкоємців - справжніми правителями Англії. Пейн висуває два аргументи проти цієї точки зору. По-перше, він стверджує, що "кожна епоха і покоління повинні мати таку ж свободу діяти за себе у всіх випадках, як і епоха і покоління, які їй передували". По-друге, Пейн стверджує, що інститут монархії слід історично відраховувати не від 1688 року, а від 1066 року, коли Вільгельм Нормандський силоміць нав'язав англійцям своє нормандське правління.
Інтелектуальний вплив Томаса Пейна відчутний у двох великих політичних революціях XVIII століття. Він присвятив «Права людини» Джорджу Вашингтону і маркізу де Лафайєту, визнаючи важливість американської та французької революцій.
Таким чином, Декларацію прав людини і громадянина (Déclaration des droits de l'Homme et du citoyen) можна сформулювати так: (1) Люди народжуються і завжди залишаються вільними і рівними у своїх правах. Громадянські відмінності, отже, можуть бути засновані лише на суспільній користі; (2) Метою всіх політичних об'єднань є збереження природних і невід'ємних прав людини; цими правами є свобода, власність, безпека і опір гнобленню; і (3) Нація, по суті, є джерелом будь-якого суверенітету; жодна людина, ані жодна група людей, не може мати права на будь-яку владу, якщо вона не є явно похідною від неї.
Ці положення схожі на концепцію самоочевидних істин, яку виражає Декларація незалежності США.

## Добробут
У заключних розділах «Права людини» Пейн розглядає становище бідних і викладає детальну пропозицію щодо соціального забезпечення, яка ґрунтується на перерозподілі державних витрат. З самого початку Пейн стверджує, що всі громадяни мають невід'ємне право на добробут. На відміну від таких письменників, як Джеймс Берг, який прагнув обмежити допомогу лише тим, хто краще поводився, Пейн заявляє, що добробут - це не благодійність, а безповоротне право. Розуміння Пейном добробуту, здається, слідує за його ідеєю політичного правління. Він зазначає: "Людина увійшла в суспільство не для того, щоб стати гіршою, ніж вона була раніше, і не для того, щоб мати менше прав, ніж вона мала раніше, а для того, щоб ці права були краще забезпечені". Як і в своїх попередніх роботах, Пейн підкреслює сумісність між індивідуальними правами та суспільним добробутом. Він палко стверджує, що каліцтво бідності підриває права людини, а отже, і легітимність уряду. Тож не дивно, що Пейн рішуче виступає проти англійських законів про бідних, які діяли в той час, і критикує їх, стверджуючи, що вони є вкрай неефективними та примітивними за своєю природою. Пейн критикує суспільні умови, запроваджені законами про бідних, кажучи: "Коли в країнах, які називаються цивілізованими, ми бачимо, як старі потрапляють до робітного дому, а молодь - на шибеницю, то, напевно, щось не так з державним устроєм". Він виступає за їх повне скасування, а натомість запровадження програми добробуту, яка б допомагала молодим, старим та знедоленим. Пропозиція Пейна щодо добробуту ґрунтується на освіті та податковій реформі; остання мала бути здійснена за допомогою прогресивних податків на майно. Пейн стверджує, що бідне населення складається здебільшого з дітей та людей похилого віку, які не можуть брати участь у робочій силі. Окрім людей похилого віку та дітей, Пейн також визнає, що є ще деякі інші категорії населення, які стають бідними через економічний тягар податків та дітей. Відповідно до свого переконання, що благодійність є природним правом, Пейн припускає, що лише республіканські або демократичні режими можуть ефективно здійснювати успішні програми добробуту. Хоча Пейн прямо не виправдовує і не заохочує повстання проти британської монархії і використовує досить стриману риторику порівняно з іншими своїми суперечливими творами, революційні течії проходять під поверхнею тексту.
Наслідком, який випливає з реформи соціального забезпечення Пейна, є витрати. Пейн зазначає, що на момент написання своєї праці приблизна чисельність населення Англії становила близько 7 мільйонів осіб. Він також припускає, що близько п'ятої частини населення є бідними. Кількість бідних, за підрахунками Пейна, становитиме близько 1 400 000 осіб, які потребують підтримки. Пейн стверджував, що засобом фінансування такої масштабної програми соціального забезпечення є скорочення військових витрат держави та перенаправлення коштів на допомогу населенню країни. Пейн стверджував, що оскільки епоха революції відкрила нову еру миру, уряду більше не потрібно витрачати стільки ресурсів на монархічні війни Натомість, на думку Пейна, надлишок податкових надходжень можна було б реінтегрувати назад у суспільство, сформувавши програму соціального забезпечення. Він також підрахував, що близько 4 мільйонів фунтів стерлінгів з 17 мільйонів фунтів стерлінгів загальних податкових надходжень від митних та акцизних зборів можна було б врятувати від урядових витрат і перенаправити та перерозподілити на користь народу країни. Пейн запитує: "Що ж тоді краще: зробити життя ста сорока тисяч людей похилого віку комфортним, чи витрачати мільйон на рік державних грошей на одну людину, часто найнікчемнішого або найнезначнішого характеру?" Пейн приходить до висновку, що за його моделлю 3 640 000 фунтів стерлінгів будуть перераховані бідним. Асигнування Пейна для бідних і людей похилого віку були набагато щедрішими, ніж сучасні виплати з податків для бідних.

## Молодь та освіта
Освіта є фундаментальним наріжним каменем плану Пейна. Пейн стверджує: "Нація з добре регульованим урядом не повинна допустити, щоб жодна людина залишилася неосвіченою". Пейн значною мірою зосереджується на освіті молоді. Він стверджує, що освіта дітей в кінцевому підсумку сприятиме покращенню суспільства в цілому. Пейн наполягає на активній системі соціального забезпечення, яка навчає молодь країни, буде діяти як превентивний захід і сприятиме підвищенню рівня знань серед населення. Він пояснює, що бідні діти та молодь, як правило, позбавлені рівного доступу до освіти. Бідні діти з бідних сімей часто змушені шукати учнівство та роботу, і, таким чином, згодом позбавляються можливості здобувати освіту. Бідність, таким чином, набуває циклічного характеру і, безсумнівно, зростає з часом. Відсутність освіти серед молодого населення, стверджує Пейн, також призведе до зростання насильства і злочинності. Для боротьби з цією проблемою Пейн пропонує звільнити бідні сім'ї від сплати податків: 4 фунти стерлінгів на рік на кожну дитину віком до 14 років, за умови, що батьки відправляють її до школи. Для 630 000 дітей, за оцінками Пейна, це обійдеться в 2 520 000 фунтів стерлінгів. Пейн стверджує: "Прийнявши цей метод, не тільки полегшиться бідність батьків, але й невігластво буде вигнано з підростаючого покоління, і кількість бідних в майбутньому стане меншою, тому що їх здібності, завдяки освіті, стануть більшими". Виступи Пейна на захист освіти серед бідних були новими не лише в 1792 році, але й у 1807 році, коли Дейвіс Гідді критикував законопроект Семюела Вітбреда про створення парафіяльних шкіл. У тому ж дусі Пейн також пропонує, щоб жінки отримували допомогу по вагітності та пологах одразу після народження дитини

### Люди похилого віку
Першорядне місце в плані соціального забезпечення Пейна займає турбота про людей похилого віку. Пейн поділяє вік на два класи: перший він називає "наближенням до віку", а другий - "старістю". До групи "наближення до віку" належать люди віком понад п'ятдесят років, але до 60 років, тоді як "старість" починається з шістдесяти років. Пейн зазначає, що хоча люди, які належать до групи "наближення до віку", зберігають свої розумові здібності, погіршення їхнього фізичного здоров'я обмежує їхню працездатність, що, в свою чергу, позначається на їхньому заробітку.  Пейн вирішує виплачувати особам передпенсійного віку 6 фунтів стерлінгів на рік з надлишку податків, а особам похилого віку - 10 фунтів стерлінгів на рік.[13] Виходячи з того, що в передпенсійному класі буде 70 000 осіб, а в похилому - 70 000 осіб, Пейн оцінює витрати в 1 120 000 фунтів стерлінгів.

### Умови пропозиції
Паралельно з перенаправленням державних витрат Пейн пропонує створити те, що дехто може назвати "робітничим домом", або місцем працевлаштування бідних людей. Пейн описує робітничий дім як будівлю або будівлі, здатні вмістити щонайменше 6 000 осіб. У цих будівлях діючі підприємства без розбору прийматимуть заявки, щоб кожен житель міста міг знайти роботу. Для того, щоб план Пейна був ефективно реалізований, він називає деякі умови, які повинні бути дотримані. Він вирішує, що кожна людина, яка шукає роботу в цих робітних будинках, повинна залишатися в програмі щонайменше три місяці; однак під час перебування в них усі працівники повинні отримувати повноцінне харчування, тепле житло, пропорційну стипендію за виконану роботу і можуть працювати стільки, скільки вважатимуть за потрібне. Притулок, за словами Пейна, надаватиме допомогу будь-якій людині, що опинилася у тимчасовій скруті, і зможе обслуговувати близько 24 000 осіб на рік. Для фінансування цього проекту Пейн пропонує використовувати надходження від податку на вугілля . Пейн зазначає, що на момент написання цієї статті податкові надходження йдуть на підтримку герцога Річмонда. Зрештою, Пейн вважає цю ситуацію жалюгідною і закликає до перерозподілу коштів від податку на вугілля на користь людей.
Пейн завершує свій розділ про добробут, перераховуючи вісім центральних принципів своєї пропозиції щодо добробуту, або, як він називає, "перелічуючи деталі", а саме
- Скасувати 2 мільйони пільг для бідних.
- Забезпечення 252 000 бідних сімей.
- Освіта для 1 030 000 дітей.
- Комфортне забезпечення для 140 000 людей похилого віку.
- Пожертвування по 20 шилінгів на 50 000 новонароджених.
- Пожертвування по 20 шилінгів на 20 000 шлюбів.
- Посібник у розмірі 20 000 фунтів стерлінгів на похоронні витрати померлих мандрівників далеко від дому.
- Постійна зайнятість для випадкових бідняків у містах[12].

## Аналіз та суспільний вплив
За словами Марка Філпа, "Багато в чому "Права людини" - це невпорядкована суміш оповіді, принципового аргументу та риторичного заклику, що свідчить про композиційні матеріали, які використав Пейн, та швидкість, з якою вона була написана".
Памфлет був швидко передрукований і широко розповсюджений, його копії зачитувалися вголос в готелях і кав'ярнях, так що до травня в обігу перебувало близько 50 000 примірників. З більш ніж 300 памфлетів, які породила революційна полеміка, «Права людини» стали першими, які завдали серйозної шкоди справі Берка і відновили довіру до французів як у Великій Британії, так і в Америці.
Публікація «Прав людини» викликала фурор в Англії; Пейн був заочно засуджений за підбурювальний наклеп на королівську владу, але його не змогли повісити, оскільки він перебував у Франції і більше ніколи не повернувся до Англії. (Сер Арчибальд Макдональд, 1-й баронет, був обвинувачем).
Томас Пейн був не єдиним захисником прав людини і не єдиним автором праці під назвою «Права людини». Робітничий радикал Томас Спенс одним з перших в Англії використав цю фразу як назву своєї праці. Його лекція 1775 року, яку зазвичай називають «Права людини», і його пізніша «Права немовлят» пропонують протогеоргіанський погляд на політичну філософію, що віддзеркалює роботу Пейна «Аграрна справедливість». Знайома Пейна Мері Волстонкрафт, з якою він познайомився через їхнього спільного видавця, написала «Обґрунтування прав людини» як одну з перших відповідей на нападки Берка на Річарда Прайса. Її робота була надрукована в грудні 1790 року і отримала гарну рецензію. Вона розвинула аргументи в книзі, за яку її найбільше пам'ятають, «Обґрунтування прав жінок» 1792 року.